# Dorotea von Medem
Dorotea von Medem (Mežotne 3 de febrer de 1761 - Löbichau 20 d'agost de 1821), va ser duquessa consort de Curlàndia i Semigàlia.

## Biografia
Dorotea va néixer a Mežotne, ara Letònia, filla de Johann Friedrich von Medem, un Graf de la vella noblesa de Curlàndia, general de l'Imperi Rus, i a partir de 1779 Reichsgraf del Sacre Imperi Romanogermànic; i de la seva segona esposa, Louise Charlotte von Manteuffel. Era amo de moltes propietats a la històrica regió de Curlàndia. La seva germanastra de l'anterior matrimoni del seu pare va ser la poeta Elisa von der Recke.
El 6 de novembre de 1779, amb divuit anys, Dorotea es va convertir en la tercera esposa del duc Peter von Biron de 55 anys, fill del famós Ernst Johann von Biron. La parella va tenir sis fills, dos dels quals van morir en la infància. Els quatre fills supervivents eren dones; la més jove, Dorotea, probablement va ser il·legítima, encara que va ser reconeguda pel duc.
Dorothea va ser rebuda als més alts cercles socials gràcies al seu nou estatus com a duquessa, així com per la seva bellesa. Perquè el seu marit estava ocupat per les dificultats polítiques del país que involucraven al seu senyor el rei de Polònia i la noblesa de Curlàndia, va fer que amb freqüència enviés la seva esposa a missions diplomàtiques a Varsòvia, que va durar alguns mesos com també a Berlín, Karlovy Vary, i Sant Petersburg per a altres períodes. Durant aquestes llargues absències, Dorotea, va estar separada del seu marit i va tenir nombrosos enamoriscaments amb altres homes, incloent Gustaf Mauritz Armfelt, Talleyrand, i el noble polonès Alexander Batowski, pare de la seva quarta filla, nascuda el 1793. Després de l'any que va donar a llum la seva filla il·legítima, també anomenat Dorotea -que el seu marit va reconèixer com pròpia-, la duquessa va romandre al Palau Kurland de Berlín, on es va ocupar d'un aristocràtic saló. El 1801, va rebre una proposta de Frederic Adolf de Suècia.